# Marcelo Ríos
Pour les articles homonymes, voir Rios.
Marcelo Ríos, né le 26 décembre 1975 à Santiago, est un joueur de tennis chilien, professionnel de 1994 à 2004. Surnommé « El Chino » (« le Chinois »), Ríos a remporté dix-huit titres en simple messieurs, dont la Coupe du Grand Chelem 1998 et cinq Super 9 (ancienne appellation des Masters 1000).
Finaliste de l'Open d'Australie 1998 et auteur d'un doublé Indian Wells-Miami la même année, il devient, quatre ans après ses débuts sur le circuit professionnel, le premier no 1 mondial sud-américain officiel de l'histoire, en dépit de la controverse qui a existé autour du classement de l'argentin Guillermo Vilas en 1977. Il occupe la tête du classement ATP durant six semaines cumulées.
Seul no 1 mondial à n'avoir jamais remporté de tournoi du Grand Chelem, il a néanmoins été le premier joueur à remporter les trois Super 9 (Masters 1000) sur terre battue depuis la création de cette catégorie en 1990 : Monte-Carlo en 1997, Rome en 1998 et Hambourg en 1999.
Ríos est également le seul joueur de l'histoire à avoir atteint le classement de no 1 mondial sur les trois circuits : junior, professionnel, et senior.
Considéré comme l'un des joueurs les plus talentueux de ce sport,,, mais également réputé pour ses nombreux écarts de conduite et de langage,,, il met fin à sa carrière en 2004, en raison de blessures persistantes, âgé de seulement vingt-huit ans.

## Carrière

### Débuts
Fils d'un ingénieur et d'une enseignante, il commence le tennis à l'âge de 11 ans au Sport Francés Club de Vitacura situé près du domicile familial à Santiago.
Remarquablement doué, il se distingue en Junior en remportant l'US Open 1993, atteint la même année la demi-finale de Roland Garros Junior, et devient Champion du Monde et no 1 mondial. Il accède au circuit professionnel un an après.

### 1994-1997: montée en puissance
Âgé de seulement 18 ans, il accède à une célébrité immédiate lors de sa première participation à Roland Garros où il affronte au second tour l'Américain Pete Sampras, alors no 1 mondial. Il perd le match (6-7, 6-7, 4-6) au terme d'une rencontre accrochée, mais se fait remarquer par son talent naturel sur terre battue, son jeu de gaucher contreur/puncheur, son toucher exceptionnel et son inspiration, ainsi que pour sa personnalité charismatique. Cette même année il remporte son premier tournoi Challenger à Dresde, en Allemagne.
En 1995, il conquiert son premier titre ATP à Bologne face à l'Uruguayen Marcelo Filippini (6-2, 6-4), et fait son entrée dans le top 50 mondial. Au mois de juin, il remporte le tournoi d'Amsterdam en simple contre Jan Siemerink (6-4, 7-5, 6-4) mais aussi en double avec Sjeng Schalken. Il remporte également le tournoi de Kuala Lumpur en dominant Mark Philippoussis (7-6, 6-2). Il atteint, pour finir, la finale du tournoi de Santiago et termine la saison 25e mondial.
1996 est une année ponctuée de belles prestations en Masters 1000, alors appelés Super 9. Il atteint les quarts de finale à Stuttgart et à Rome, mais surtout les demi-finales d'Indian Wells, Monte-Carlo et Toronto. Il remporte un titre à Sankt Polten, en dominant Félix Mantilla (6-1, 6-4), et atteint les finales de Barcelone, Santiago et Scottsdale. Marcelo devient le premier joueur chilien de l'histoire à entrer dans le top 10 mondial. Il achève cependant sa saison à la 11e place mondiale.
L'année 1997 est marquée par sa première qualification pour des quarts de finale d'un tournoi du Grand Chelem, à l'Open d'Australie et à l'US Open, mais surtout par sa première victoire en Super 9 (ancien nom des Masters 1000), à Monte-Carlo. Durant sa semaine il a défait successivement Andrea Gaudenzi, Albert Costa, Carlos Moyà, Magnus Larsson, pour dominer ensuite l'Espagnol Àlex Corretja en finale (6-4, 6-3, 6-3). Deux semaines plus tard les deux hommes d'affrontent à nouveau en finale du Masters de Rome, mais cette fois Àlex Corretja prend le dessus.
Il atteint également les quarts de finale du tournoi de Stuttgart et la finale des tournois de Marseille, Boston, et une nouvelle fois Santiago.
Même s'il a atteint la 6e place mondiale durant la saison, il termine l'année 1997 à la 10e place, sa première saison terminée dans les dix meilleurs mondiaux.

### 1998: finale à l'Open d'Australie, doublé Indian Wells et Miami, victoire à Rome et à la Coupe du Grand Chelem,No1mondial
Cette rapide montée en puissance trouve son apogée durant la saison 1998. En début d'année, Marcelo Ríos se hisse en finale du tournoi d'Aukland et remporte le titre contre Richard Fromberg (4-6, 6-4, 7-63). Il prend ensuite part à l'Open d'Australie, où il s'impose contre Grant Stafford (6-1, 6-3, 6-3), Thomas Enqvist (6-4, 7-64, 4-6, 6-4), Andrew Ilie (6-2, 6-3, 6-2), Lionel Roux (6-2, 4-6, 6-2, 6-4), Alberto Berasategui (66-7, 6-4, 6-4, 6-0) et Nicolas Escudé (6-2, 6-3, 6-1), mais il s'incline en finale contre Petr Korda (6-2, 6-2, 6-2).
Quelques mois plus tard, sous l'égide de son entraîneur Larry Stefanki, il remporte le Masters d'Indian Wells face à Greg Rusedski, et réalise dans la foulée le doublé au Masters de Miami en dominant en finale Andre Agassi (7-5, 6-3, 6-4).
Au terme de ce tournoi, Ríos prend la place de no 1 mondial. C'est la première fois qu'un joueur sud-américain atteint le sommet du tennis mondial, le Chili fera d'ailleurs de ce succès un évènement national. Il ne gardera ce classement que 4 semaines seulement, car il ne pourra défendre son titre au Masters de Monte-Carlo, en raison d'une blessure contractée lors du premier tour de la Coupe Davis face à l'Argentine. Le 10 août, il retrouve néanmoins son classement de no 1 pour une période de deux semaines.
Entre-temps, Ríos remporte le Masters de Rome, en dominant en finale l'Espagnol Albert Costa. Il s'impose également à Sankt Pölten contre Vincent Spadea, à Singapour contre Mark Woodforde, et atteint les quarts de finale de Stuttgart et Paris Bercy.
Il ponctue cette année exceptionnelle en s'imposant face à Andre Agassi lors de la finale de la Coupe du Grand Chelem, qui sera son unique titre majeur.
Il finit l'année no 2 mondial derrière Pete Sampras au terme de la plus belle saison de sa carrière où il a atteint une finale de Grand Chelem, remporté un tournoi majeur, trois Super 9 et six titres sur l'ensemble de la saison, à égalité avec Patrick Rafter, no 4.

### 1999-2002: confirmation contrariée
En 1999, sur le tableau de l'Open d'Australie, il est pour l'unique fois de sa carrière tête de série no 1 (no 2 ATP) dans un tournoi du Grand Chelem à la suite de la non-participation de Pete Sampras pour blessure, mais il doit finalement déclarer forfait pour la même raison.
Ríos confirme son talent sur terre battue en atteignant une fois de plus la finale du Masters de Monte-Carlo face à Gustavo Kuerten, finale au cours de laquelle il sera forcé à un abandon sur blessure. Mais il se rattrape sur le Masters de Hambourg, qu'il remporte en dominant en finale Mariano Zabaleta. Il s'impose dans la foulée à Sankt Pölten pour la troisième fois consécutive, mais aussi à Singapour.
Il atteint la finale du tournoi de Shanghai, les quarts de finale de Roland Garros et de Madrid. Handicapé par ces blessures à répétition, Marcelo réalise malgré tout une saison solide et termine pour la troisième année consécutive dans le top 10 mondial, à la 9e place.
L'an 2000 sera une année émaillée de blessures, là encore, mais Marcelo Ríos parvient tout de même à remporter le tournoi de Umag face à Mariano Puerta, et atteint les demi-finales du Masters de Hambourg. Sa chute dans le classement est vertigineuse puisque le Chilien termine 39e mondial.
Ríos remporte l'Open de Doha en début d'année 2001, mais en raison de ses blessures récurrentes, se voit contraint à une opération chirurgicale de la cheville, ce qui a pour conséquence de le voir disparaître du top 50 mondial.
Il gagne de nouveau un titre en septembre, en s'imposant au Tournoi de Hong Kong face à l'Allemand Rainer Schüttler. Il atteint la finale du double messieurs à Scottsdale. Comme l'année précédente, le Chilien finit à la 39e place.
Handicapé cette fois par une blessure au dos, Marcelo Ríos se hisse tout de même en quarts de finale de l'Open d'Australie 2002. Il atteint également la demi-finale du Masters de Miami contre Andre Agassi, match spectaculaire au cours duquel il sera contraint à l'abandon. Il fait aussi une finale à l'Open de Stockholm et termine sa saison 24e joueur mondial.

### 2003-2004: blessures et retraite prématurée
En 2003, miné par des blessures de plus en plus problématiques, il atteint une finale à Viña del Mar et représente le Chili lors de la World Team Cup, qu'il remportera avec ses camarades Fernando González et Nicolás Massú. Il joue toutefois très peu de tournois, et achève sa saison à la 105e place mondiale.
Ríos participe, en 2004, à quelques tournois Challengers, puis annonce le 16 juillet, en conférence de presse au Chili, la fin de sa carrière professionnelle, à seulement 28 ans.
En 2007, le Chilien semble paré à tenter un retour sur le circuit via le tournoi de Viña del Mar, le seul tournoi ATP Chilien qu'il n'a paradoxalement jamais remporté, mais il renoncera finalement en raison de sa blessure récurrente au dos.
À la suite d'un match exhibition remporté en décembre 2018 face à Nicolás Lapentti, « El Chino » annonce son retour sur le circuit, à 43 ans, avec pour ambition de devenir le joueur le plus âgé de l'histoire à remporter un tournoi professionnel. En 2019, il sollicite une wild-card auprès des organisateurs du tournoi Challenger de Colombus, laquelle lui sera refusée, mettant ainsi fin à son ambition.

## Faits de carrière
Ríos est le seul joueur de l'histoire à avoir occupé la première place mondiale (4 puis 2 semaines au cours de l'année 1998) sans avoir jamais remporté de tournoi du Grand Chelem en simple en 26 participations (meilleurs résultats : 1 finale et 5 quarts).
Sa seule finale de Grand Chelem fut à l'occasion de l'Open d'Australie 1998, face au Tchèque Petr Korda. Korda sera convaincu de dopage durant l'été qui suivra, mais ne sera pas destitué, ayant satisfait au contrôle antidopage effectué après sa victoire contre le Chilien. Le 20 mars 2015, l'ITF rejette sa demande d'attribution rétroactive de l'Open d'Australie 1998.
Au total, Ríos a remporté 18 tournois durant sa carrière, dont 5 Super 9 différents, ce qui le classe en 9e position à égalité avec Gustavo Kuerten, Jim Courier, et Boris Becker.
Entre 1996 et 2002, il a atteint 13 demi-finales de Super 9.
Peu à son aise sur gazon, il n'a participé que trois fois au tournoi de Wimbledon.
Malgré une préférence pour la terre battue, Ríos a remporté autant de tournois sur dur que sur ocre (9 titres pour chacune de ces surfaces).
En 2006, deux ans après sa retraite, il est devenu no 1 mondial au classement du Senior Tour. Il est donc le seul joueur à avoir été no 1 mondial sur les circuits junior, professionnel, et senior.

## Style de jeu
Marcelo Ríos était un contreur-puncheur de petit gabarit (moins d'1,80 m) doté d'une palette technique complète. Son œil, son sens du jeu, ses facultés exceptionnelles d'anticipation lui ont valu d'être considéré comme un surdoué prometteur dès son arrivée sur le circuit professionnel. Il se distinguait de ses adversaires par un relâchement extrême, donnant l'impression d'une grande facilité. En vrai terrien, il aimait infliger à ses rivaux d'incessantes variations d'angles, d'effets et de longueurs, et disposait d'une impressionnante vitesse de déplacement et d'exécution, mais aussi d'un toucher hors du commun, notamment sur ses amorties slicées dont il usait souvent. Joueur d'inspiration, il ne rechignait pas à délivrer parfois quelques coups improbables et spectaculaires qui font encore aujourd'hui sa réputation.
Son talent fut reconnu par nombre d'acteurs du tennis. Dans sa biographie « Marcelo Ríos, The Man We Barely Knew », Mark Malinowski recense plusieurs témoignages à ce sujet. Pour Marat Safin, Ríos avait « le talent pour remporter dix tournois du Grand Chelem. » Mike Agassi, le père d'Andre, déclara : « En un sens, Ríos était plus doué qu'Andre, car vous ne pouviez pas lire ses coups. » Pat Cash le décrivit comme « l'un des plus grands talents qu'il ait jamais vu. » Nick Bollettieri pensait quant à lui que « des joueurs comme lui, il y en a un sur un million. Ce qu'il avait, vous ne pouviez pas l'enseigner. »
Il a avoué une certaine estime pour le tennis de Roger Federer, admiration d'ailleurs réciproque puisque le joueur suisse a déclaré que le Chilien était un de ses joueurs préférés,.

## Personnalité
Ríos était réputé pour son caractère difficile et lunatique. Durant sa carrière, il a entretenu des relations orageuses avec les journalistes, multipliant les provocations en conférence de presse.
À Roland-Garros, il a été désigné 5 fois Prix Citron, en 1996, 1997, 1998, 1999 et 2001 (jusqu'en 2001, ce prix est attribué au joueur au caractère le plus désagréable du tournoi). Il est aujourd'hui le joueur l'ayant reçu le plus de fois et obtint le prix spécial du 25e anniversaire.
Jusqu'à sa collaboration avec son entraîneur Larry Stefanki, il désertait certains entraînements, et n'hésitait pas à saborder ses matchs lorsqu'il sentait la défaite inéluctable.

### Controverses
Marcelo Ríos défraya souvent la chronique par ses propos et ses dérapages. Durant le tournoi de Wimbledon 1997, il expliqua devant la presse que le gazon était « plus adapté aux vaches et au football qu'à la pratique du tennis ». En 2000, il fut disqualifié du tournoi de Los Angeles et mis à l'amende pour avoir lancé un « fuck you » à l'arbitre de chaise. Durant une conférence de presse lors de l'Open de Bâle, il répondit à un journaliste qui lui demandait s'il avait du sang indien : « Et moi je pense que tu es un fils de pute ». En 2001 lors du tournoi de Rome, il fut arrêté pour avoir boxé un chauffeur de taxi, et boxé également les policiers venus l'appréhender. En 1998, lors de son accession au classement de no 1 mondial, alors qu'on lui demandait ce qu'il ressentait d'avoir réussi à dépasser Guillermo Vilas, il répondit : « Vilas ? Qui est Vilas ? Il n'a jamais été Numéro 1. ». Lors de ce même événement, on lui demanda d'exprimer quelques mots au Président de la République Chilienne, ce à quoi il répondit : « Non, je ne veux rien dire. ». Au journaliste Nelson Monfort qui lui demanda de dire un mot après un match à Roland- Garros, il répondit : « Fuck ». En 1997, lors du tournoi de Marseille, Marcelo Ríos se fit dérober son sac et son portefeuille dans les vestiaires. Il se hissa tout de même jusqu'en finale, et la première chose qu'il déclara lors de son discours de remise des prix, fut : « Je sais que le voleur est dans les tribunes. ». En 2003, durant la préparation d'une rencontre de Coupe Davis contre l'Équateur, passablement éméché, il urina sur plusieurs individus lors d'une soirée dans une discothèque située au nord de Santiago. Peu après, il fut expulsé de l'hôtel qui accueillait l'équipe chilienne pour avoir nagé nu dans la piscine. La fédération le sanctionna en lui interdisant de disputer la rencontre. Ríos présenta publiquement ses excuses pour cet incident. En 1997, lors de sa victoire au Masters de Monte-Carlo, il déclara au micro après avoir reçu son chèque : « Ça ne me rembourse même pas l’argent que j’ai dépensé au Casino dans la semaine ». Il limogea son entraîneur Larry Stefanki en lui assénant ceci : « Tu es en vacances ? Tu peux y rester. ». Un journal à scandales chilien publia des photos de Ríos dansant de façon sensuelle avec une jeune femme dans une boîte de nuit parisienne. Sa petite amie de l'époque décida en conséquence de rompre leur relation. Marcelo lut par la suite, en conférence de presse, une lettre d'excuses à l'attention de sa petite amie, puis quitta la salle en larmes. Il déclara qu'il aurait battu Rod Laver et Rafael Nadal très facilement. Durant sa carrière, il fut traité de « petit con » par John McEnroe. Après la retraite du Chilien, lors de leurs rencontres sur le circuit Senior, McEnroe estima qu'il était déloyal que Ríos joue sur ce circuit, car il avait gardé, selon lui, un niveau de top 50 mondial. En 2013, lors de la cérémonie célébrant les 40 ans de la création du classement ATP, Ríos confia à la presse qu'il y avait « plus de mérite à être numéro 1 mondial qu'à remporter un tournoi du Grand Chelem », et que conquérir un Grand Chelem n'avait jamais été un rêve pour lui. Dans une interview accordée récemment au quotidien chilien La Tercera, Ríos accuse l’ATP d'avoir dissimulé à quatre reprises, dans les années 1990, des cas de dopage concernant Andre Agassi.

## Équipement
Marcelo Ríos commence sa carrière professionnelle en 1994 avec Adidas comme parraineur. 2 ans plus tard, pour avoir une meilleure visibilité en Amérique du Sud, l'équipementier Nike lui propose un contrat en or pour porter la marque à la virgule. Il terminera sa carrière avec Nike comme parraineur.

### Raquettes de Marcelo Ríos
Marcelo Ríos a débuté sur le circuit junior avec une Prince Graphite Original (la même raquette qu'utilisaient Michael Chang et Andre Agassi à leur début de carrière).
Sur le circuit professionnel, le grand public découvre pour la première fois Marcelo Ríos en 1994 lors du match du 2e tour contre Pete Sampras sur le Central de Roland-Garros, il joue alors avec une Yonex Super RD Tour (même modèle de Richard Krajicek). Marcelo Ríos restera fidèle à Yonex, il jouera avec des modèles plus évolués de Yonex (Yonex RD-power 10, Yonex RD-7, Yonex Ulltimium Ti-50 toutes en versions allongées).
En 2011, on aperçoit Marcelo Ríos avec une Wilson 6.1 blx tour 90 (le même modèle qu'utilise Roger Federer à l'époque) lors d'un tournoi du circuit senior.

## Parcours dans les tournois duGrand Chelem

### Finale (1)
| Année | Tournoi          | Adversaire en finale | Score         |
| 1998  | Open d'Australie | Petr Korda           | 2-6, 2-6, 2-6 |

### En simple
| Année | Open d'Australie | Open d'Australie | Internationaux de France | Internationaux de France | Wimbledon       | Wimbledon  | US Open         | US Open      |
| ----- | ---------------- | ---------------- | ------------------------ | ------------------------ | --------------- | ---------- | --------------- | ------------ |
| 1994  | —                | —                | 2e tour (1/32)           | P. Sampras               | —               | —          | 2e tour (1/32)  | W. Ferreira  |
| 1995  | —                | —                | 2e tour (1/32)           | A. Berasategui           | 1er tour (1/64) | M. Knowles | 1er tour (1/64) | T. Enqvist   |
| 1996  | 1er tour (1/64)  | P. Rafter        | 1/8 de finale            | C. Pioline               | —               | —          | 2e tour (1/32)  | J. Tarango   |
| 1997  | 1/4 de finale    | M. Chang         | 1/8 de finale            | H. Arazi                 | 1/8 de finale   | Bo. Becker | 1/4 de finale   | M. Chang     |
| 1998  | Finale           | P. Korda         | 1/4 de finale            | C. Moyà                  | 1er tour (1/64) | F. Clavet  | 3e tour (1/16)  | M. Larsson   |
| 1999  | —                | —                | 1/4 de finale            | D. Hrbatý                | —               | —          | 1/8 de finale   | N. Escudé    |
| 2000  | —                | —                | 1er tour (1/64)          | T. Haas                  | —               | —          | 3e tour (1/16)  | T. Enqvist   |
| 2001  | 1er tour (1/64)  | C. Moyà          | 2e tour (1/32)           | N. Coutelot              | —               | —          | 3e tour (1/16)  | T. Johansson |
| 2002  | 1/4 de finale    | T. Haas          | —                        | —                        | —               | —          | 3e tour (1/16)  | J. Novák     |
| 2003  | —                | —                | 1er tour (1/64)          | M. Ančić                 | —               | —          | —               | —            |

N.B. : à droite du résultat se trouve le nom de l'ultime adversaire.

## Parcours dans les Super 9 (Masters 1000)
| Année | Indian Wells               | Miami                       | Monte-Carlo                 | Rome                    | Hambourg                     | Canada                   | Cincinnati                  | Essen puis Stuttgart puis Madrid | Paris                       |
| ----- | -------------------------- | --------------------------- | --------------------------- | ----------------------- | ---------------------------- | ------------------------ | --------------------------- | -------------------------------- | --------------------------- |
| 1995  | 1/8 de finale Bo. Becker   | 3e tour T. Woodbridge       | —                           | 2e tour S. Edberg       | —                            | —                        | 1er tour B. Steven          | —                                | —                           |
| 1996  | 1/2 finale M. Chang        | 3e tour P. Korda            | 1/2 finale A. Costa         | 1/4 de finale T. Muster | 1/2 finale À. Corretja       | 1/2 finale T. Woodbridge | —                           | 1/4 de finale M. Chang           | 2e tour P. Korda            |
| 1997  | 2e tour M. Larsson         | 3e tour J. Björkman         | Victoire À. Corretja        | Finale À. Corretja      | 1/8 de finale A. Berasategui | —                        | 1/8 de finale I. Kafelnikov | 1/4 de finale P. Korda           | 2e tour G. Raoux            |
| 1998  | Victoire G. Rusedski       | Victoire A. Agassi          | —                           | Victoire A. Costa       | 2e tour W. Ferreira          | —                        | 2e tour D. Vacek            | 1/4 de finale I. Kafelnikov      | 1/4 de finale I. Kafelnikov |
| 1999  | 1/8 de finale T. Martin    | 1/8 de finale D. Hrbatý     | Finale G. Kuerten           | 1er tour D. Prinosil    | Victoire M. Zabaleta         | —                        | —                           | 1/4 de finale T. Enqvist         | 2e tour M. Chang            |
| 2000  | 2e tour M. Zabaleta        | 1/8 de finale T. Henman     | 1er tour F. Mantilla        | 1er tour M. Safin       | 1/2 finale M. Safin          | 1/8 de finale J. Golmard | 2e tour Philippoussis       | —                                | —                           |
| 2001  | 1er tour I. Kafelnikov     | 2e tour A. Roddick          | 2e tour A. Costa            | 2e tour J. C. Ferrero   | 2e tour J.-M. Gambill        | —                        | —                           | 1/8 de finale P. Sampras         | —                           |
| 2002  | 1/8 de finale R. Schüttler | 1/2 finale A. Agassi        | 1/8 de finale J. C. Ferrero | —                       | —                            | 1/8 de finale M. Safin   | 2e tour T. Dent             | 2e tour R. Federer               | 1er tour O. Rochus          |
| 2003  | 2e tour M. Mirnyi          | 1/8 de finale P. Srichaphan | —                           | —                       | —                            | —                        | —                           | —                                | —                           |

N.B. : sous le résultat se trouve le nom de l’ultime adversaire.

## Classement
| Année | 1993 | 1994 | 1995 | 1996 | 1997 | 1998 | 1999 | 2000 | 2001 | 2002 | 2003 |
| Rang  | 562  | 107  | 25   | 11   | 10   | 2    | 9    | 37   | 39   | 24   | 105  |